# Сентябрь 2008 года

Список событий сентября 2008 года.

## События
- 1 сентября
  - Премьер-министр Японии Ясуо Фукуда объявил о решении уйти в отставку[1].
  - В индийском штате Орисса началась волна гонений на христиан[2].
  - Тропический циклон Айк начал формироваться к востоку от Подветренных островов[3].
- 2 сентября
  - Компания Google представила собственный браузер Google Chrome[4].
  - Сезон тропических циклонов 2008
    - Ураган Густав ослаб до тропической депрессии[5].
    - Тропический циклон Жозефина формируется недалеко от островов Кабо-Верде[6].

  - Минувшей ночью в Бангкоке вспыхнули массовые беспорядки, в городе введён режим чрезвычайного положения.[7].
- 3 сентября
  - Никарагуа официально признала независимость Абхазии и Южной Осетии[8].
  - В пригороде Исламабада обстрелян кортеж премьер-министра Пакистана Юсуфа Резы Гилани[9].
  - Северная Корея начала восстанавливать ядерный реактор, отказавшись таким образом от шагов, предпринятых ею в рамках международного соглашения по закрытию своей ядерной программы, так как США оставили её в списке стран, спонсирующих терроризм[10].
  - Грузия официально разорвала дипломатические отношения с Россией[11].
- 4 сентября
  - Премьер-министр Таиланда Самак Сундаравей отказался покинуть свой пост, несмотря на организованные оппозицией массовые беспорядки, для урегулирования политического кризиса он принял решение провести общенародный референдум[12].
  - Провозглашение независимости Абхазии и Южной Осетии:
    - В акваторию Чёрного моря вошёл USS Mount Whitney — флагманский корабль 6-го флота США[13].
    - Военные наблюдатели ОБСЕ впервые после недавней войны в Грузии получили возможность патрулировать дорогу, ведущую в сторону осетинского города Цхинвали из грузинского села Каралети[14].
    - Совет глав МИД стран ОДКБ принял заявление по Южной Осетии с призывом к мирному урегулированию остающихся проблем и приветствовал активную роль России в содействии миру в регионе[15].
- 5 сентября
  - Квентин Брюс стала первой за всю историю Австралии женщиной, занявшей пост генерал-губернатора[16].
  - Космический зонд «Розетта» осуществил пролёт мимо астероида Штейнс[17].
  - Кондолиза Райс стала первым за 55 лет госсекретарём США, посетившим Ливию[18].
- 6 сентября
  - В Пекине открылись Летние Паралимпийские игры[19].
  - Ракета-носитель Дельта-2 вывела на орбиту спутник дистанционного зондирования Земли GeoEye-1, который позволит получить спутниковые карты с разрешением до 0,41 метра[20][21].
  - Депутаты парламента Пакистана, а также всех четырёх региональных ассамблей страны начали голосование по избранию нового президента страны. Предыдущий президент Пакистана Первез Мушарраф ушёл в отставку в августе этого года[22].
- 7 сентября
  - В результате разлива реки Брахмапутры пострадало свыше 2,1 миллиона человек в индийском штате Ассам[23].
  - Министерство финансов США объявило о национализации ипотечных брокеров Fannie Mae и Freddie Mac в связи со стремительным ухудшением их финансовой ситуации.[24].
  - Асиф Али Зардари избран президентом Пакистана[25].
  - 45 стран-членов Группы ядерных поставщиков сняли запрет на поставки Индии ядерных материалов и технологий[26].
  - Ураган «Айк» повредил 80 % всех зданий на острове Гранд-Терк, входящего в состав британской территории островов Теркс и Кайкос[27].
  - В Москве открылась новая станция метро «Славянский бульвар»[28].
  - Российская пара Александр Литвиненко и Татьяна Навка заняли второе место на танцевальном конкурсе «Евровидение».
  - Российская дрейфующая станция «Северный полюс-36» (СП-36) официально начала свою работу в Северном Ледовитом океане[29].
- 8 сентября
  - Швейцарец Роджер Федерер стал пятикратным победителем US Open, победив в финале британца Энди Мюррея[30].
  - В ходе парламентских выборов в Анголе победила правящая партия Народное движение за освобождение Анголы[31].
  - Американка Серена Уильямс в финале Открытого чемпионата США по теннису победила сербскую теннисистку Елену Янкович и вновь стала первой ракеткой мира[32].
- 9 сентября
  - ООН отзывает своих сотрудников из части Шри-Ланки, контролируемой боевиками организации «Тигры освобождения Тамил-Илама»[33].
  - Сербия заключила двусторонний договор с Россией, предусматривающий строительство в Сербии 400-километрового участка газопровода «Южный поток», который будет использоваться для транзита газа в Европу[34].
  - Президенты Бразилии и Аргентины подписали соглашение об отказе от доллара при осуществлении взаиморасчётов и торговых операций. Теперь все расчёты будут производиться в бразильских реалах и аргентинских песо[35].
  - Конституционный суд Таиланда постановил, что премьер-министр страны Самак Сунтаравет должен уйти в отставку[36].
- 10 сентября
  - Европейская комиссия прогнозирует экономическую рецессию в Великобритании, Германии и Испании в 2008 году[37].
  - В Иране произошло землетрясение магнитудой 7,5 балла. Эпицентр находился к юго-западу от города Бендер-Аббас, больше всего от толчков пострадала провинция Хормозган, есть жертвы[38].
  - На Большом адронном коллайдере, который создан Европейской организацией ядерных исследований (CERN) близ Женевы, прошёл первый пробный эксперимент по разгону пучка протонов[39].
- 11 сентября
  - Президент Венесуэлы Уго Чавес объявил, что высылает из Каракаса посла США[40].
  - В тоннеле под Ла-Маншем произошёл пожар, движение поездов остановлено[41].
  - Серия землетрясений: первое землетрясение силой 7,6 баллов произошло недалеко от индонезийских островов Малуку, через некоторое время началось второе землетрясение, магнитудой 7 баллов, с эпицентром к востоку от острова Хоккайдо[42].
  - Два российских стратегических бомбардировщика «Ту-160» прибыли в Венесуэлу для учебно-тренировочных полётов над нейтральными водами[43].
- 12 сентября
  - Крупная железнодорожная катастрофа в Калифорнии: столкнулись пассажирский поезд компании «Метролинк» и товарный состав[44].
  - В результате политических переговоров в Зимбабве между представителями правящей власти и оппозицией был заключён договор о создании коалиционного правительства[45].
  - Правящая партия Таиланда «Власть народа» приняла решение вторично не выдвигать на пост премьер-министра Самака Сунтаравета отстранённого от должности Конституционным судом страны из-за «кулинарного» скандала[46].
  - В Пакистане близ городка Мираншах не менее 10 человек убиты в результате ракетного удара американских войск[47].
  - Согласно данным южнокорейской газеты «Чосон ильбо» у северокорейского лидера Ким Чен Ира конвульсии после перенесённого им недавно инсульта, поэтому он отсутствовал на торжественных мероприятиях по случаю шестидесятилетия правления в Северной Корее коммунистической партии[48].
- 13 сентября
  - В Ашхабаде в перестрелке между полицией и неизвестными боевиками погибло 20 сотрудников правоохранительных органов[49].
  - Серия терактов в столице Индии Дели[50].
  - В результате взрыва в Афганистане погиб губернатор провинции Логар Абдулла Вардак[51].
  - Ураган «Айк» дошёл до американского побережья и обрушился на южные районы Техаса. Урагану присвоена вторая категория опасности[52].
- 14 сентября
  - Bank of America приобрёл инвестиционный банк Merrill Lynch за 50 миллиардов долларов в форме обмена акциями[53].
  - На Гран-при Италии победу одержал пилот команды Toro Rosso 21-летний немец Себастьян Феттель. Он стал самым молодым гонщиком в истории чемпионата, когда-либо выигрывавших Гран-при[54].
  - В Днепропетровске (Украина) открыт футбольный стадион «Днепр».
  - В Перми потерпел катастрофу пассажирский самолёт Боинг-737.
- 15 сентября
  - Умер один из основателей группы Pink Floyd Ричард Райт[55].
  - Генеральный секретарь НАТО Яп де Хоп Схеффер посетил Грузию[56].
  - Цена на нефть опустилась ниже психологической отметки в 100$ за баррель и к концу дня достигла 95,71 $[57].
  - Американский банк Lehman Brothers объявил о банкротстве[58]. Начало мирового экономического кризиса.
  - Нигерийские боевики напали на платформы Shell и Chevron[59].
- 16 сентября
  - Официально объявлено о распаде правящей коалиции в Верховной Раде Украины[60].
  - Конфликт Фатх и Хамас: Силы безопасности ХАМАСа вступили в перестрелку с членами клана Догмуш в ходе розыскной операции в городе Газа[61].
  - Гражданские беспорядки в Боливии: арестован губернатор мятежной провинции Пандо Леопольдо Фернадес[62].
  - ФРС США оставила учётную ставку на прежнем уровне, составляющем 2 %[63], а также предоставила крупнейшей мировой страховой компании AIG кредит на 85 миллиардов долларов[64].
  - Обвал рынка акций и фондовой биржи в России. Фондовая биржа ММВБ приостановила торги всеми акциями на один час, вслед за ней прекратила торговлю до конца дня фондовая биржа РТС. Самый низкий показатель индекса с момента дефолта[65][66].
  - Компания Hewlett-Packard высказала намерение сократить 24600 рабочих мест[67].
  - Американский генерал Рэймонд Одиерно вступил на пост командующего Многонациональными силами в Ираке[68].
- 17 сентября
  - В Нальчике завершился чемпионат мира по шахматам среди женщин, победителем стала россиянка Александра Костенюк[69].
  - В столице Йемена — городе Сана совершено нападение на посольство США. Ответственность за нападение взяла на себя группировка «Исламский джихад в Йемене»[70].
  - Новым лидером правящей в Израиле партии «Кадима» стала нынешний министр иностранных дел Израиля Ципи Ливни[71].
  - Международный астрономический союз объявил транснептуновый объект (136108) 2003 EL61 карликовой планетой и плутоидом, ему присвоено имя Хаумеа в честь гавайской богини плодородия и деторождения[72].
  - Ушёл в отставку председатель Верховной рады Украины Арсений Яценюк[73].
  - В Пекине завершились Летние Паралимпийские игры 2008. Украина на четвёртом месте, Россия — на восьмом. Первое место заняли хозяева олимпиады[74].
  - В Китае из-за некачественного сухого молока, содержащего меламин, пострадали более 6 тысяч детей[75].
  - Lloyds TSB ведёт переговоры о покупке крупнейшего британского ипотечного банка HBOS[76].
- 18 сентября
  - Гражданская война на Шри-Ланке: в ходе боевых действий военно-морские силы Шри-Ланки уничтожили не меньше 25 боевиков и утопили 10 лодок[77].
  - РТС возобновила торговлю акциями и облигациями в режиме РЕПО по распоряжению ФСФР[78].
  - Греческое грузовое судно захвачено пиратами у побережья Сомали[79].
  - В Ираке потерпел катастрофу американский военно-транспортный вертолёт CH-47 «Чинук». Погибло 7 военнослужащих[80].
- 19 сентября
  - Нигерийские боевики объявили об очередной диверсии на нефтепроводе Royal Dutch Shell[81].
  - В Свазиленде начались первые в истории демократические выборы[82].
  - Авария на Большом адронном коллайдере[83].
  - Создан интернет-мем «Trollface».
- 20 сентября
  - Глава центрального банка Ирана Тамасб Мазахери был освобождён от исполнения своих обязанностей после того, как уровень инфляции в стране превысил 27 процентов[84].
  - Боевики угандийской организации Армия сопротивления Господа внезапно атаковали военные базы в Южном Судане[85].
  - Теракт в Исламабаде: Взрыв в гостинице Mariot, не менее 52 человек погибли[86].
  - Президент ЮАР Табо Мбеки согласится подать в отставку в ответ на призывы правящей партии страны — Африканского национального конгресса[87].
- 21 сентября
  - В Лос-Анджелесе прошла юбилейная 60-я церемония вручения наград Эмми[88].
  - В парламентских выборах в Словении большинство набрала социал-демократическая партия под предводительством Борута Пахора[89].
  - Премьер-министр Израиля Эхуд Ольмерт официально ушёл в отставку, вручив президенту Израиля Шимону Пересу официальное письмо с просьбой об отстранении от должности[90].
- 22 сентября
  - Эдвард Натапеи стал новым премьер-министром Вануату, сменив предыдущего премьера Хама Лини[91].
  - Конгресс США 110 созыва обсудил план Полсона по спасению американской банковской системы[92].
  - Либерально-демократическая партия Японии избрала преемником своего лидера Ясуо Фукуды нынешнего генерального секретаря партии Таро Асо[93].
  - По призыву экологов в Москве впервые прошёл всемирный «день без машин»[94].
- 23 сентября
  - На пакистано-афганской границе пакистанские военные сбили беспилотный самолёт США. По данным представителей разведслужбы страны, беспилотник был сбит в Южном Вазиристане неподалёку от поселения Джалал Хел[95].
  - ФБР начало расследование деятельности оказавшихся на грани краха четырёх американских финансовых компаний: Fannie Mae, Freddie Mac, Lehman Brothers и AIG[96].
  - Работа Большого адронного коллайдера приостановлена в связи с техническим сбоем, повторный запуск состоится не ранее весны 2009 года[97].
  - Крупнейший японский банк Nomura Holdings покупает инвестиционный и фондовый бизнес обанкротившегося американского Lehman Brothers в Европе и на Ближнем Востоке, а также его инвестиционное подразделение[98].
  - Новый премьер-министр Западной Австралии Колин Барнетт принял присягу[99].
  - Стрельба в колледже города Каухайоки унесла жизни 9 человек, преступник оказался студентом и был схвачен полицией при попытке самоубийства.
  - Подписана «Декларация о сотрудничестве между секретариатами НАТО и ООН». Декларацию подписали Яп де Хоп Схеффер и Пан Ги Мун[100].
- 24 сентября
  - В бюллетене Американского геофизического союза опубликованы первые результаты русско-американской экспедиции: в российских северных морях обнаружены выбросы со дна океана миллионов тонн парникового газа метана.[101].
  - Джордж Буш пригласил Джона Маккейна и Барака Обаму присоединиться к обсуждению антикризисного плана в Конгрессе[102].
  - Исламистские боевики атаковали миротворцев Африканского Союза в столице Сомали, Могадишу. В ходе боёв погибло не менее 17 мирных жителей[103].
  - Принадлежащая Уоррену Баффету компания Berkshire Hathaway объявила о том, что инвестирует в американский банк Goldman Sachs не менее пяти миллиардов долларов[104].
  - Парламент Японии утвердил кандидатуру нового премьер-министра Таро Асо[105].
- 25 сентября
  - Сомалийские пираты захватили накануне вечером судно «Фаина», экипаж которого состоит из трёх российских граждан, 17 украинцев и одного гражданина Латвии. По некоторым данным, на борту судна может находиться военное оборудование, в том числе танки Т-72[106].
  - Крупнейший в мире оператор атомных электростанций Electricite de France купит британскую компанию British Energy[107].
  - Третий китайский пилотируемый космический корабль «Шэньчжоу-7» стартовал с космодрома «Цзюцюань»[108].
- 26 сентября
  - Прошли первые дебаты кандидатов в президенты США сенаторов Джона Маккейна и Барака Обамы[109].
  - Немецкий полицейский спецназ захватил в аэропорту Кёльна двух предполагаемых террористов на борту самолёта авиакомпании KLM за несколько минут до его вылета[110].
  - Обанкротился крупнейший банк США Washington Mutual. Федеральная корпорация по страхованию депозитов наложила арест на WaMu, после чего продала оставшиеся банковские активы компании JPMorgan Chase[111].
- 27 сентября
  - Совет безопасности ООН единогласно одобрил резолюцию 1835 по Ирану, не содержащую новых санкций и подтверждающую прежние решения Совбеза[112].
  - Американские математики, занимающиеся поиском максимально длинных простых чисел в рамках проекта Great Internet Mersenne Prime Search, открыли самое большое число Мерсенна, состоящее из 12978189 цифр[113].
  - Теракт в Дамаске: в результате взрыва заминированного автомобиля близ окружной автострады Дамаска погибло 17 человек, более десятка ранены[114].
  - На внеочередном и последнем заседании Народного Совета принята новая конституция Туркменистана[115].
  - Тайкунавт Чжай Чжиган совершил выход в открытый космос из космического корабля «Шэньчжоу-7», тем самым Китай стал третьей державой, чьи космонавты могут производить внекорабельную деятельность[116].
- 28 сентября
  - Компания SpaceX объявила об успешном выводе на орбиту последней ступени ракеты «Falcon 1». Таким образом SpaceX стала первой частной компанией, которая вывела на орбиту груз[117].
  - Выборы:
    - В Белоруссии начались выборы в парламент[118].
    - На выборах в земельный парламент Баварии Христианско-социальный союз потерял абсолютное большинство — впервые за 46 лет[119].
    - В Австрии состоялись внеочередные парламентские выборы[120].

  - Спускаемый аппарат «Шэньчжоу-7» приземлился в заданный район Внутренней Монголии[121].
- 29 сентября
  - В США Citigroup купил Wachovia — последний крупный банк, занимавшийся ипотечным кредитованием с высоким риском[122].
  - Правительство Исландии частично национализировало один из крупнейших коммерческих банков страны Glitnir Bank, скупив 75 % его акций. На этот шаг правительство вынуждено было пойти из-за проблем с ликвидностью банка[123].
  - Палата представителей США отклонила план спасения американской экономики[124].
  - Правительство Бразилии возглавило список самых злостных вырубщиков лесов среди компаний, незаконно уничтожающих леса Амазонки[125].
  - Стайер из Эфиопии Хайле Гебреселассие установил новый мировой рекорд в беге на марафонскую дистанцию, пробежав 42 км 195 метров за 2 часа 3 минуты и 59 секунд[126].
- 30 сентября
  - Мировой финансово-экономический кризис
    - Индекс Доу-Джонса вырос почти на 500 пунктов; его значительный рост стал частичной компенсацией за потери предыдущего дня[127].
    - Правительство Ирландии объявило о том, что выступит гарантом по банковским депозитам с целью поддержания стабильности рынка для шести ирландских банков: Allied Irish Banks, Bank of Ireland, Anglo-Irish Bank Corp., Irish Life & Permanent, Irish Nationwide Building Society и Educational Building Society[128].

  - Не менее 50 человек погибли в давке в индуистском храме Чамунда города Джодхпур штата Раджастхан[129].